# Xicalpextle
Xicalpextle är en ort i Mexiko.   Den ligger i kommunen Guevea de Humboldt och delstaten Oaxaca, i den sydöstra delen av landet, 500 km sydost om huvudstaden Mexico City. Xicalpextle ligger 765 meter över havet och antalet invånare är 130.
Terrängen runt Xicalpextle är lite bergig. Runt Xicalpextle är det glesbefolkat, med 11 invånare per kvadratkilometer. Närmaste större samhälle är Nueva Esperanza, 5,4 km nordväst om Xicalpextle. I omgivningarna runt Xicalpextle växer huvudsakligen savannskog.